# Coupe d'Allemagne féminine de football 2012-2013
Navigation
Édition précédente Édition suivante
Le DFB-Pokal Frauen 2012-2013 est la 33e édition de la Coupe d'Allemagne féminine.
Il s'agit d'une compétition à élimination directe ouverte aux clubs évoluant cette saison ou ayant évolué la saison passée en Frauen-Bundesliga ou 2. Frauen-Bundesliga ainsi qu'aux vainqueurs de coupes régionales de la saison précédente. Elle est organisée par la Fédération allemande de football (DFB).
La finale a lieu le 19 mai 2013 au RheinEnergieStadion à Cologne. Elle est remportée par le VfL Wolfsbourg sur le score de trois buts à deux face au FFC Turbine Potsdam.

## Calendrier de la compétition
| Tour                                                                        | Nom                 | Dates retenues   | Équipes participantes | Équipes restantes |
| --------------------------------------------------------------------------- | ------------------- | ---------------- | --------------------- | ----------------- |
| 1                                                                           | Premier tour        | 25 août 2012     | 48                    | 32                |
| (entrée en lice des huit meilleures équipes de Frauen-Bundesliga 2011-2012) |                     |                  |                       |                   |
| 2                                                                           | Seizièmes de finale | 6 octobre 2012   | 32                    | 16                |
| 3                                                                           | Huitièmes de finale | 17 novembre 2012 | 16                    | 8                 |
| 4                                                                           | Quarts de finale    | 15 décembre 2012 | 8                     | 4                 |
| 5                                                                           | Demi-finales        | 2 mars 2013      | 4                     | 2                 |
| 6                                                                           | Finale              | 19 mai 2013      | 2                     | 1                 |

## Premier tour
| Date          | Club (division)                                 | Score | Club (division)                                  |
| ------------- | ----------------------------------------------- | ----- | ------------------------------------------------ |
| 25-26/08/2012 | Mellendorfer TV (Regionalliga)                  | 0-18  | Magdeburger FFC (en) (2. Frauen-Bundesliga)      |
| 25-26/08/2012 | FC Bergedorf (Coupe régionale)                  | 1-3   | SV Meppen (2. Frauen-Bundesliga)                 |
| 25-26/08/2012 | SG Leipziger Verkehrsbetriebe (Coupe régionale) | 0-9   | Werder Brême (2. Frauen-Bundesliga)              |
| 25-26/08/2012 | FFV Erfurt (Coupe régionale)                    | 0-6   | FC Lokomotive Leipzig (2. Frauen-Bundesliga)     |
| 25-26/08/2012 | FFV Neubrandenburg (Coupe régionale)            | 0-5   | FFC Oldesloe (de) (2. Frauen-Bundesliga)         |
| 25-26/08/2012 | ESV Fortuna Celle (Coupe régionale)             | 0-8   | FSV Gütersloh (1. Frauen-Bundesliga)             |
| 25-26/08/2012 | Hallescher FC (Coupe régionale)                 | 1-4   | HSV Borussia Friedenstal (2. Frauen-Bundesliga)  |
| 25-26/08/2012 | BSV Al Dersimspor (Coupe régionale)             | 0-7   | FC Lübars (2. Frauen-Bundesliga)                 |
| 25-26/08/2012 | Hambourg SV (1. Frauen-Bundesliga)              | 0-6   | BV Cloppenburg (2. Frauen-Bundesliga)            |
| 25-26/08/2012 | ATS Buntentor (Coupe régionale)                 | 0-13  | FF USV Iéna (1. Frauen-Bundesliga)               |
| 25-26/08/2012 | FC Borussia Brandenburg (Coupe régionale)       | 0-7   | Blau-Weiß Hohen Neuendorf (2. Frauen-Bundesliga) |
| 25-26/08/2012 | SSC Hagen Ahrensburg (Coupe régionale)          | 1-5   | SV Holstein Kiel (de) (2. Frauen-Bundesliga)     |
| 25-26/08/2012 | Sportfreunde Uevekoven (Coupe régionale)        | 1-3   | VfL Sindelfingen (1. Frauen-Bundesliga)          |
| 25-26/08/2012 | Borussia Mönchengladbach (Regionalliga)         | 2-1   | SV Bardenbach (2. Frauen-Bundesliga)             |
| 25-26/08/2012 | TuS Ahrbach (Coupe régionale)                   | 0-9   | FC Sarrebruck (2. Frauen-Bundesliga)             |
| 25-26/08/2012 | TV Derendingen (Coupe régionale)                | 1-2   | TSV Crailsheim (2. Frauen-Bundesliga)            |
| 25-26/08/2012 | BV Borussia Bocholt (Coupe régionale)           | 1-2   | FFC Recklinghausen (2. Frauen-Bundesliga)        |
| 25-26/08/2012 | FV Löchgau (Regionalliga)                       | 0-3   | ETSV Würzburg (2. Frauen-Bundesliga)             |
| 25-26/08/2012 | ASV Hagsfeld (Coupe régionale)                  | 1-5   | FC Cologne (2. Frauen-Bundesliga)                |
| 25-26/08/2012 | PSV Freiburg (Coupe régionale)                  | 1-3   | SC Sand (2. Frauen-Bundesliga)                   |
| 25-26/08/2012 | SV Weinberg (Coupe régionale)                   | 2-0   | FFC Niederkirchen (2. Frauen-Bundesliga)         |
| 25-26/08/2012 | TSV Schott Mainz (Coupe régionale)              | 2-7   | Bayer Leverkusen (2. Frauen-Bundesliga)          |
| 25-26/08/2012 | Sportfreunde Siegen (Coupe régionale)           | 0-2   | TSG Hoffenheim (2. Frauen-Bundesliga)            |
| 25-26/08/2012 | RSV Roßdorf (Coupe régionale)                   | 2-1   | DJK Saarwellingen (Coupe régionale)              |

## Seizièmes de finale
| Date        | Club (division)                                  | Score           | Club (division)                              |
| ----------- | ------------------------------------------------ | --------------- | -------------------------------------------- |
| 6-7/10/2012 | FFC Oldesloe (de) (2. Frauen-Bundesliga)         | 0-5             | FC Lokomotive Leipzig (2. Frauen-Bundesliga) |
| 6-7/10/2012 | SV Holstein Kiel (de) (2. Frauen-Bundesliga)     | 1-3 (a.p.)      | SV Meppen (2. Frauen-Bundesliga)             |
| 6-7/10/2012 | SSV Turbine Potsdam (1. Frauen-Bundesliga)       | 5-3             | SG Essen-Schönebeck (1. Frauen-Bundesliga)   |
| 6-7/10/2012 | Magdeburger FFC (en) (2. Frauen-Bundesliga)      | 0-3             | Werder Brême (2. Frauen-Bundesliga)          |
| 6-7/10/2012 | HSV Borussia Friedenstal (2. Frauen-Bundesliga)  | 3-1             | FSV Gütersloh (1. Frauen-Bundesliga)         |
| 6-7/10/2012 | Blau-Weiß Hohen Neuendorf (2. Frauen-Bundesliga) | 0-2             | FF USV Iéna (1. Frauen-Bundesliga)           |
| 6-7/10/2012 | BV Cloppenburg (2. Frauen-Bundesliga)            | 6-1             | FFC Recklinghausen (2. Frauen-Bundesliga)    |
| 6-7/10/2012 | VfL Wolfsbourg (1. Frauen-Bundesliga)            | 4-0             | FC Lübars (2. Frauen-Bundesliga)             |
| 6-7/10/2012 | Borussia Mönchengladbach (Regionalliga)          | 0-3             | SC Sand (2. Frauen-Bundesliga)               |
| 6-7/10/2012 | RSV Roßdorf (Coupe régionale)                    | 2-3             | TSV Crailsheim (2. Frauen-Bundesliga)        |
| 6-7/10/2012 | SV Weinberg (Coupe régionale)                    | 1-5             | SC Fribourg (1. Frauen-Bundesliga)           |
| 6-7/10/2012 | TSG Hoffenheim (2. Frauen-Bundesliga)            | 6-4 (a.p.)      | VfL Sindelfingen (1. Frauen-Bundesliga)      |
| 6-7/10/2012 | Bayer Leverkusen (2. Frauen-Bundesliga)          | 1-2 (a.p.)      | FCR Duisbourg (1. Frauen-Bundesliga)         |
| 6-7/10/2012 | Bayern Munich (1. Frauen-Bundesliga)             | 1-1 (Tab : 6-4) | FFC Francfort (1. Frauen-Bundesliga)         |
| 6-7/10/2012 | FC Cologne (2. Frauen-Bundesliga)                | 3-2             | ETSV Würzburg (2. Frauen-Bundesliga)         |
| 6-7/10/2012 | FC Sarrebruck (2. Frauen-Bundesliga)             | 0-5             | SC Bad Neuenahr (1. Frauen-Bundesliga)       |

## Huitièmes de finale
| Date          | Club (division)                        | Score           | Club (division)                                 |
| ------------- | -------------------------------------- | --------------- | ----------------------------------------------- |
| 17-18/11/2012 | TSG Hoffenheim (2. Frauen-Bundesliga)  | 3-1             | FC Lokomotive Leipzig (2. Frauen-Bundesliga)    |
| 17-18/11/2012 | SC Bad Neuenahr (1. Frauen-Bundesliga) | 0-1             | FFC Turbine Potsdam (1. Frauen-Bundesliga)      |
| 17-18/11/2012 | FC Cologne (2. Frauen-Bundesliga)      | 0-1             | SC Fribourg (1. Frauen-Bundesliga)              |
| 17-18/11/2012 | TSV Crailsheim (2. Frauen-Bundesliga)  | 1-5             | HSV Borussia Friedenstal (2. Frauen-Bundesliga) |
| 17-18/11/2012 | Werder Brême (2. Frauen-Bundesliga)    | 1-4             | FF USV Iéna (1. Frauen-Bundesliga)              |
| 17-18/11/2012 | BV Cloppenburg (2. Frauen-Bundesliga)  | 2-2 (Tab : 2-3) | SC Sand (2. Frauen-Bundesliga)                  |
| 17-18/11/2012 | SV Meppen (2. Frauen-Bundesliga)       | 0-4             | Bayern Munich (1. Frauen-Bundesliga)            |
| 17-18/11/2012 | FCR Duisbourg (1. Frauen-Bundesliga)   | 1-8             | VfL Wolfsbourg (1. Frauen-Bundesliga)           |

## Quarts de finale
| Date          | Club (division)                       | Score | Club (division)                                 |
| ------------- | ------------------------------------- | ----- | ----------------------------------------------- |
| 15-16/12/2012 | TSG Hoffenheim (2. Frauen-Bundesliga) | 1-5   | Bayern Munich (1. Frauen-Bundesliga)            |
| 15-16/12/2012 | SC Sand (2. Frauen-Bundesliga)        | 0-1   | FFC Turbine Potsdam (1. Frauen-Bundesliga)      |
| 15-16/12/2012 | SC Fribourg (1. Frauen-Bundesliga)    | 6-2   | HSV Borussia Friedenstal (2. Frauen-Bundesliga) |
| 9/02/2013     | VfL Wolfsbourg (1. Frauen-Bundesliga) | 3-0   | FF USV Iéna (1. Frauen-Bundesliga)              |

## Demi-finales
| Date        | Club (division)                            | Score      | Club (division)                       |
| ----------- | ------------------------------------------ | ---------- | ------------------------------------- |
| 2-3/03/2013 | FFC Turbine Potsdam (1. Frauen-Bundesliga) | 4-1 (a.p.) | Bayern Munich (1. Frauen-Bundesliga)  |
| 2-3/03/2013 | SC Fribourg (1. Frauen-Bundesliga)         | 0-5        | VfL Wolfsbourg (1. Frauen-Bundesliga) |

## Finale
| 19 mai 2013 | VfL Wolfsbourg                                              | 3-2   | FFC Turbine Potsdam                    | RheinEnergieStadion, Cologne                     |                                                  |
|             | 45e Martina Müller · 52e Martina Müller · 55e Conny Pohlers | (1-0) | 59e Lisa Evans · 62e (pen.) Yūki Ōgimi | Spectateurs : 14 269 Arbitrage : Katrin Rafalski | Spectateurs : 14 269 Arbitrage : Katrin Rafalski |
|             | Rapport                                                     |       |                                        | Spectateurs : 14 269 Arbitrage : Katrin Rafalski | Spectateurs : 14 269 Arbitrage : Katrin Rafalski |